# Irdyn (Tjasmyn)
Der Irdyn (ukrainisch Ірдинь) ist ein linker Nebenfluss des Tjasmyn in der Ukraine. Er fließt durch das Gebiet der Oblast Tscherkassy. 
Der Fluss hat seinen Ursprung im Irdyner Sumpf. Teilweise fließt er durch das Rajon Horodyschtsche und bildet stellenweise den natürlichen Grenzverlauf der Oblast. Dann fließt er durch die Stadt Smila. In den Auen des Flusses am Oberlauf liegt auch das Dorf Irdiniwka.
Die urkundliche Ersterwähnung wird in das Jahr 1552 datiert. Etymologisch leitet sich der Name des Flusses aus der rötlichen Farbe seines Wassers ab. Wegen der komplexen Siedlungsgeschichte der Gegend können andere Namensdeutungen aber nicht ausgeschlossen werden.